# Xanthorhoe ferrugaria
Xanthorhoe ferrugaria là một loài bướm đêm trong họ Geometridae.